# Aspidosperma pyricollum
Aspidosperma pyricollum é uma espécie de plantas com flores. Foi descrito pela primeira vez por Johannes Müller Argoviensis. Aspidosperma pyricollum pertence ao gênero Aspidosperma e à família Apocynaceae.
Este tipo de planta é encontrado em:
- nordeste e centro-oeste e sudeste e sul do Brasil
  - Rio Grande do Norte
  - Pernambuco
  - Bahia
  - Alagoas
  - Goiás
  - Mato Grosso do Sul
  - Minas Gerais
  - Espírito Santo
  - São Paulo
  - Rio de Janeiro
  - Paraná
  - Santa Catarina
- Paraguai
- Equador

Não há tipos listados como este.